# متلازمة العصب بين العظمين الأمامي
متلازمة العصب بين العظمين الأمامي هي حالة طبية تحدث فيها أذية للعصب بين العظمين الأمامي، وهو فرع محرك من العصب المتوسط، ما يسبب الألم في الساعد وضعفًا مميزًا في حركة مقابلة الإبهام والسبابة.
تعود معظم حالات المتلازمة لالتهاب الأعصاب العابر، على الرغم من إمكانية حدوث انضغاط في العصب بين العظمين الأمامي. تبين أن رض العصب الناصف أيضًا يمكن أن يتسبب بمتلازمة العصب بين العظمين الأمامي.
على الرغم من وجود جدل بين الجراحين المعتبرين، إلا أن متلازمة العصب بين العظمين الأمامي تعتبر حاليًا التهاب أعصاب (التهاب في العصب) في معظم الحالات، وذلك يشابه متلازمة باراسوناج تيرنر. وعلى الرغم من أن الآلية المرضية الدقيقة غير معروفة، هناك أدلة تشير لتدخل الاستجابة المتواسطة المناعية.
تعد الدراسات محدودة، ولم تجرَ تجارب منضبطة معشاة فيما يخص معالجة متلازمة العصب بين العظمين الأمامي. وفي حين أن التاريخ الطبيعي للمتلازمة ليس مفهومًا بشكل كامل، فقد أظهرت الدراسات المتتبعة للأشخاص الذين تلقوا علاجات غير جراحية أنه يمكن أن تُشفَى الأعراض حتى سنة من بداية المتلازمة. أظهرت دراسات ارتجاعية أخرى عدم وجود فرق بين نتائج المعالجة الجراحية وغير الجراحية لدى المرضى. نادرًا ما يوصى بجراحة إزالة الانضغاط في هذه المتلازمة. تشمل استطبابات الحل الجراحي وجود آفة شاغلة للحيز معروفة (كتلة) تضغط على العصب، واستمرار الأعراض لأكثر من سنة على الرغم من المعالجة المحافظة.

## الأعراض
يعاني معظم المرضى من ألم ضعيف التوضع في الساعد، يرتد الألم أحيانًا للحفرة المرفقية ويشكل ألم المرفق شكوى أولية.
ويعد التضرر المميز في حركة مقابلة الإبهام والسبابة العرض الأكثر وجودًا.

### العلامات السريرية
في آفة العصب بين العظمين الأمامي بالخاصة قد يوجد ضعف في العضلة الباسطة للإبهام (العضلة المثنية الطويلة لإبهام اليد)، والعضلات الباسطة العميقة للإبهام والأصابع الوسطى (العضلة المثنية العميقة للأصابع الأولى والثانية)، وعضلة الكابة المربعة.
ويوجد نقص ضئيل في الحس نظرًا لأن العصب بين العظمين الأمامي ليس له أي فروع جلدية.

## الأسباب
تشكل أذيات الساعد وانضغاط العصب الأسباب الأكثر شيوعًا: تتضمن الأمثلة كسور فوق اللقمة المترافقة غالبًا مع نزف ضمن العضلات العميقة، والأذيات الثانوية لعملية الاختزال المفتوح لكسور الساعد، وخلع المرفق.
يُعد الرض المباشر في الأذية النافذة كالطعن أيضًا سببًا شائعًا للمتلازمة.
قد تحصر الأشرطة الليفية والأربطة القوسية كلًا من العصب بين العظمين الأمامي والعصب الناصف، ويعاني المريض في هذه الحالة من الخدر إلى جانب للألم.
قد يكون كل من الداء الروماتويدي والتهاب المفاصل النقرسي عاملين مؤهبين في حصار العصب بين العظمين الأمامي.
قد تنتج متلازمات مشابهة عن آفات دانية أكثر، مثل التهاب أعصاب الضفيرة العضدية.
يبقى حصار العصب بين العظمين الأمامي وأذياته الانضغاطية صعب التشخيص سريريًا لأنه عصب محرك وتختلط المتلازمة غالبًا بأذيات أربطة الإصبع.

## التشريح
العصب بين العظمين الأمامي هو فرع محرك من العصب الناصف، ينبثق من تحت المرفق. يمر قاصيًا وأماميًا على مسير الغشاء بين العظمين ويعصب العضلة المثنية الطويلة لإبهام اليد والعضلة المثنية العميقة للأصابع لكل من السبابة والوسطى بالإضافة لعضلة الكابة المربعة.

## التشخيص
يُعد الفحص الكهربائي الوظيفي جزءًا ضروريًا من تقييم متلازمات العصب بين العظمين الأمامي. قد تكون دراسة توصيل العصب طبيعية أو تظهر بطء بالكابة المربعة. يكون تخطيط العضلات مفيدًا جدًا في كشف شذوذات العضلة المثنية الطويلة لإبهام اليد والعضلة المثنية العميقة للأصابع الأولى والثانية والعضلة الكابة المربعة.
دور التصوير بالرنين المغناطيسي والأمواج فوق الصوتية غير واضح في تشخيص متلازمة كيلو-نيفين.
حين يُطلَب من المريض مقابلة الإبهام والسبابة (إشارة ok)، يقوم المريض بإشارة المثلث بدلًا منها. يبين «اختبار القَرْص» ضعف العضلة المثنية الطويلة لإبهام اليد والعضلة المثنية العميقة للأصابع الأولى ما يقود لضعف في بسط السلاميات القاصية لإصبعي الإبهام والسبابة. ويسبب ذلك تعطلًا في حركة المقابلة فيعاني المريض صعوبات في التقاط الأشياء الصغيرة كالعملة المعدنية من على سطح مستوٍ.

## العلاج
قد تعطي عملية إزالة الانضغاط جراحيًا نتائج ممتازة إذا ما أظهرت الصورة السريرية وتخطيط العضلات اعتلالًا عصبيًا انضغاطيًا. قد يكون التدبير المحافظ أفضل في التهاب أعصاب الضفيرة العضدية. رُفِعت عدة تقارير عن حالات شفاء عفوي ولكن يُقال إنه كان متأخرًا وغير تام.
يوجد دور للمعالجة النفسية ويوجه بالتحديد نحو نموذج الألم والأعراض. يمكن اللجوء لتدليك النسج الرخو والتمطط والتمارين لتحريك النسيج العصبي مباشرة.

## التاريخ
وصف كل من باراسوناج وتيرنر المتلازمة للمرة الأولى عام 1948، وعرّفها كل من ليزلي غوردون كيلو وصامويل نيفين بشكل أوسع كآفة معزولة في العصب بين العظمين الأمامي عام 1952.